# Ставангер (аеропорт)
Аеропорт Ставангер (норв. Stavanger lufthavn, Sola; IATA: SVG, ICAO: ENZV) — міжнародний аеропорт, розташований за 11 км NW від міста Ставангера, фюльке Ругаланн, Норвегія.
Аеропорт є хабом для:
- Bristow Norway
- CHC Helikopter Service
- Norwegian Air Shuttle
- Scandinavian Airlines

## Авіалінії та напрямки

### Пасажирські
| Авіакомпанія          | Пункт призначення |
| --------------------- | --- |
| airBaltic             | Сезонний: Рига |
| Atlantic Airways      | Берген |
| Danish Air Transport  | Есб'єрг |
| Freebird Airlines     | Сезонний чартер: Анталія |
| KLM                   | Амстердам |
| Loganair              | Единбург (з 10 травня 2019), Ньюкасл |
| Norwegian Air Shuttle | Аліканте, Берген, Краків, Лондон-Гатвік, Малага, Осло-Гардермуен Сезонний: Анталія, Барселона, Копенгаген, Дубровник, Ларнака, Манчестер, Мурсія, Ніцца, Пальма-де-Мальорка, Прага, Пула, Спліт Сезонний чартер: Бургас (з 18 червня 2019), Ханья, Гран-Канарія, Ларнака, Родос, Тенерифе-Південний |
| Scandinavian Airlines | Абердин, Аліканте, Берген, Копенгаген, Лондон-Хітроу, Малага, Осло-Гардермуен, Стокгольм-Арланда, Тромсе, Тронгейм, Олесунн Сезонний: Барселона, Бургас, Ханья, Гран-Канарія, Лансароте, Ніцца, Париж-Шарль де Голль, Пула, Родос, Санторіні, Спліт, Тенерифе-Південний, Варшава-Шопен Сезонний чартер: Альгеро (з 19 червня 2019), Даламан (з 19 червня 2019), Самос (з 18 червня 2019), Тирана (з 25 червня 2019) |
| Widerøe               | Абердин, Берген, Флуре, Крістіансанн, Крістіансунн, Осло-Торп |
| Wizz Air              | Будапешт, Гданськ, Катовиці, Каунас, Лондон-Лутон (з 16 вересня 2019), Щецин |

### Вантажні
| Авіакомпанія    | Пункт призначення  |
| --------------- | ------------------ |
| DHL Aviation    | Копенгаген         |
| Lufthansa Cargo | Франкфурт, Х'юстон |
| Aerologic       | Франкфурт, Х'юстон |
| Posten Norge    | Осло-Гардермуен    |

## Статистика
| Рік  | Пасажирообіг | Вантажообіг (тонн) (з авіапоштою) | Авіатрафік |
| ---- | ------------ | --------------------------------- | ---------- |
| 2017 | 4.178.241    | -                                 | 72.541     |
| 2016 | 4.193.665    | -                                 | 77.950     |
| 2015 | 4.501.368    | -                                 | 85.306     |
| 2014 | 4.721.971    | 6.538                             | 90.862     |
| 2013 | 4.670.021    | 4.462                             | 87.352     |
| 2012 | 4.413.987    | 5.018                             | 86.158     |
| 2011 | 4.131.974    | 5.018                             | 82.071     |
| 2010 | 3.674.816    | 5.199                             | 79.161     |
| 2009 | 3.425.804    | 5.697                             | 80.018     |
| 2008 | 3.552.579    | 9.667                             | 82.118     |
| 2007 | 3.248.939    | 9.862                             | 79.904     |
| 2006 | 3.109.920    | 6.957                             | 75.131     |
| 2005 | 2.669.541    | 5.879                             | 68.711     |
| 2004 | 2.562.324    | 5.541                             | 69.980     |
| 2003 | 2.561.561    | -                                 | 68.721     |
| 2002 | 2.570.969    | 7.377                             | 68.724     |
| 2001 | 2.694.008    | 9.770                             | 72.305     |
| 2000 | 2.847.352    | 9.986                             | 72.476     |
| 1999 | 2.958.813    | 10.052                            | 80.459     |